# Экономика Сент-Люсии
Экономика Сент-Люсии базируется на туризме и офшорном бизнесе. В 2008 ВВП составил, по оценке, 1,8 млрд долл. США, или приблизительно 11,1 тыс. долл. США на душу населения. Распределение ВВП по отраслям: сельское хозяйство — 5 %, промышленность — 15 %, сфера услуг — 80 %. Реальный рост ВВП в 2008 снизился до 1,7 %.
Уровень инфляции в 2007 — 1,9 %; уровень безработицы в 2003 достигал 20 %. Структура занятости в 2002: сельское хозяйство — 22 %, промышленность и торговля — 25 %, сфера услуг — 54 %.
Главные традиционные отрасли экономики — обслуживание туристов и сельское хозяйство. Основная культура — бананы; выращиваются также кокосовые орехи, манго, какао, цитрусовые, виноград, сахарный тростник.
Отмена ЕС режима благоприятствования и растущая конкуренция со стороны производителей бананов в Латинской Америке продиктовали необходимость диверсификации экономики острова. Страна стала привлекать иностранные капиталовложения, особенно в офшорную банковскую сферу и индустрию туризма. Для тех, кто готов осуществить вклад в Национальный экономический фонд на безвозвратной основе имеется возможность приобретения гражданства Сент Люсии. Промышленный сектор является наиболее разнообразным из всех стран Восточнокарибского региона. Правительство пытается также оживить банановую отрасль. Пойнт-Серафин (полуостров Виги, Кастри) — самый большой комплекс беспошлинной торговли в странах Карибского моря.
Входит в международную организацию стран АКТ.
В Сент-Люсии развита переработка агросырья, производство тканей, одежды, мебели, картонной тары, сигарет, готовой одежды, батареек и электронных приборов, напитков. Сборка электронных компонентов; производство стройматериалов. Транзитный нефтяной терминал и нефтеперерабатывающий завод. Ведется рыбный промысел, продукция которого поступает на внутренний рынок.
Экспорт: бананы, какао-бобы, кокосовые орехи, копра, кокосовое масло и разнообразные тропические фрукты, а также одежда и игрушки. Объём экспорта в 2006 составил 288 млн долларов США; основные партнёры по экспорту — Великобритания, США, страны Карибского сообщества. Импортируются (791 млн долларов США в 2006) продовольствие, промышленные товары, автомобили и оборудование, топливо в основном из Бразилии, США, Великобритании, стран Карибского сообщества, Японии и Канады.
Активно развивающийся иностранный туризм обеспечивает примерно 50 % валютных поступлений. Ежегодно страну посещают около 300 тыс. туристов.